# Équipe du Sri Lanka féminine de hockey sur gazon
Maillots
L'Équipe du Sri Lanka féminine de hockey sur gazon représente le Sri Lanka dans les compétitions internationales féminines de hockey sur gazon.
L'équipe féminine sri-lankaise de hockey sur gazon a également remporté une médaille d'argent dans le tournoi qui faisait partie des Jeux sud-asiatiques de 2016 après avoir perdu contre les favorites indiennes en finale par une énorme marge. C'était aussi le tout premier tournoi de hockey sur gazon féminin à avoir participé aux Jeux sud-asiatiques,.
En 2003, l'équipe féminine sri-lankaise a également remporté une médaille d'argent au tournoi de hockey sur gazon féminin de l'AHF.

## Histoire dans les tournois

### Coupe d'Asie
- 2004 - 8e place
- 2009 - 11e place

### Coupe AHF
- 1997 - 4e
- 2003 -
- 2012 - 4e
- 2016 - 6e

### Ligue mondiale
- 2016-2017 - 1er tour

### Jeux sud-asiatiques
- 2016 -